# Porta San Felice
Porta San Felice (pôrta ed San Flîṡ in bolognese, oggi conosciuta anche come Porta Saffi) è una delle porte della terza cinta muraria di Bologna.

## Storia
Porta San Felice sorge all'estremità ovest del centro storico, lungo la via Emilia in direzione di Borgo Panigale, nel punto in cui questa cambia nome da via San Felice a via Aurelio Saffi, in corrispondenza dell'incrocio con i viali di Circonvallazione. Si tratta della seconda porta più importante della terza cerchia. Costruita nel XIII secolo in laterizio, è stata dotata nel 1334 di rocca e ponte levatoio.
Da porta San Felice hanno transitato spesso eserciti in marcia verso le battaglie. Da questa Porta si raggiungeva infatti Modena, il primo avamposto nemico dei ghibellini. Da Porta San Felice fu fatto entrare il prigioniero Re Enzo, figlio dell'imperatore Federico II di Svevia, che venne tenuto imprigionato presso il Palatium Novum (l'attuale Palazzo Re Enzo) fino alla sua morte. Nel 1325 l'esercito modenese ebbe la meglio su quello bolognese durante la battaglia di Zappolino e, raggiunta la Porta, rubò il secchio di un pozzo prospiciente in segno di scherno verso i bolognesi. Questa vicenda viene ricordata come la secchia rapita.
Nel 1506 fu ristrutturata e nel 1509 dotata di un avancorpo a protezione del ponte. Essendo collocata lungo l'asse della via Emilia, negli edifici adiacenti ospitava il corpo di guardia e i gabellieri addetti alla riscossione dei dazi. Della via San Felice faceva parte anche un tratto dell'attuale via Ugo Bassi, precisamente dall'incrocio con le vie Cesare Battisti e Nazario Sauro, quest'ultima in concomitanza con la statua di Ugo Bassi.
Nel 1805, in occasione di una visita di Napoleone, venne ampiamente restaurata (tanto da essere chiamata, in quel periodo, Porta Napoleone). Successivamente subì un nuovo restauro nel 1840 e, infine, nel 1903 venne isolata dalle mura. Attraverso i lavori di restauro eseguiti fra il 2007 e il 2009, porta San Felice è stata riportata agli antichi splendori.